# Cas (voornaam)
Cas is een voornaam, vooral gebruikt in Nederland. De naam Cas is afgeleid van Casper of Lucas.

## Personen met de voornaam Cas
- Cas Baas (militair), een bevelhebber van de Nederlandse luchtmacht
- Cas Haley, winnaar van America's Got Talents tweede seizoen.
- Cas Jansen, een Nederlandse acteur
- Cas Oorthuys, een Nederlands verzetsstrijder in de Tweede Wereldoorlog